# Pedro Carvajal (militar)
El general Pedro A. Carvajal fue un militar mexicano que participó en la Revolución mexicana. Nació en Los Tuxtlas, Veracruz, en el seno de una antigua familia del lugar. En 1906 participó en la Rebelión de Acayucan; en 1910 se incorporó a las filas maderistas, participando en diversas batallas; por ejemplo, el 24 de abril ocupó la Villa de Catemaco. Alcanzó el grado de General de brigada. Planearía la muerte a traición de Hilario. Y el 21 de febrero de 1914 fue asesinado en una emboscada. Participó en la Convención de Aguascalientes. Murió en 1914, aproximadamente, en una acción de armas en el sur del Estado de Veracruz en donde grupos rivales ya lo tenían como blanco.